# Melville Gletscher
Melville Gletscher är en glaciär i Grönland (Kungariket Danmark).   Den ligger i kommunen Qaasuitsup, i den nordvästra delen av Grönland, 1 600 km norr om huvudstaden Nuuk. Melville Gletscher ligger 577 meter över havet.
Terrängen runt Melville Gletscher är huvudsakligen kuperad, men åt sydväst är den bergig. En vik av havet är nära Melville Gletscher söderut.  Det finns inga samhällen i närheten.